# SN 2005go
SN 2005go – supernowa typu Ia odkryta 14 września 2005 roku w galaktyce A011049+0100. W momencie odkrycia miała maksymalną jasność 22,30m.